# Maison Dufaur
La maison Dufaur est une maison inscrite monument historique située dans la ville de Saint-Girons, sous-préfecture de l'Ariège, et dans la région administrative de l'Occitanie.

## Situation

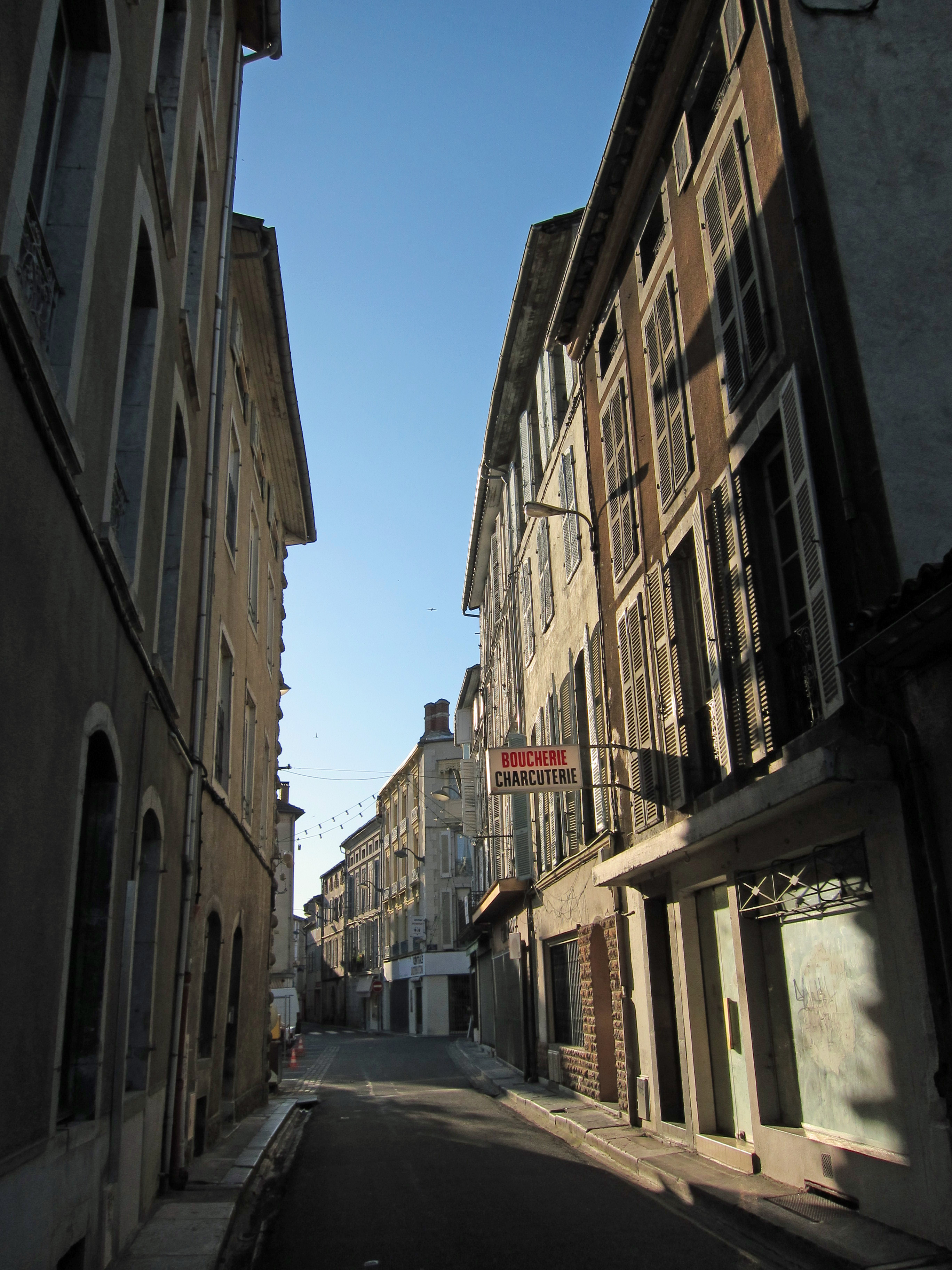
La rue Saint-Valier vers la place Pasteur ; en arrière-plan, la rue de la République.

L'édifice se trouve au 29 rue Saint-Valier, dans une rue pittoresque de la ville à l'issue de laquelle se trouve l'église Saint-Valier de Saint-Girons.

## Description historique
Construite au XVIIIe siècle, la maison dispose de décor à gypserie caractéristique de ce siècle et de deux chambres logées au premier étage,.
Les façades et les toitures, ainsi que l'escalier intérieur et les deux chambres à décor de gypseries du premier étage sont inscrits au titre des monuments historiques par arrêté du 21 septembre 1992.